# Alfred Hans Rzeppa
Alfred Hans Rzeppa (* 23. Januar 1885 in Gleiwitz; † Januar 1965) war ein US-amerikanischer Ingenieur.

Gleichlaufgelenk nach Rzeppa

Während seiner Zeit bei Ford erfand er ein Homokinetisches Gelenk (Gleichlaufgelenk), das unter der Patentnummer US1665280 am 10. April 1928 veröffentlicht wurde. Diese Art der Gelenke ermöglichten den Siegeszug des Frontantriebes bei PKW.